# Atoll de Huon
L’atoll de Huon est une île corallienne faisant partie des récifs d'Entrecasteaux, au nord-ouest de la Nouvelle-Calédonie. À ce titre, il est depuis 2008 inscrit avec les lagons de Nouvelle-Calédonie au patrimoine mondial de l'UNESCO.

## Géographie
Le récif barrière de l'atoll dispose d'une longueur totale de 75 km. Il n'est pas entièrement fermé, avec plusieurs petites passes et une ouverture au nord-ouest. Il s'agit du plus important des récifs d'Entrecasteaux, avec celui de l'atoll voisin de la Surprise.
L'île Huon est située sur la barrière récifale orientale de l'atoll, qui lui-même constitue l'extrémité nord-ouest des récifs d'Entrecasteaux et donc du lagon de l'archipel de la Nouvelle-Calédonie. Elle est distante d'environ 155 milles marins (250 km) de la pointe nord-ouest de la Grande Terre. Elle mesure environ 2,5 km de long pour 200 m de large.
Contrairement aux trois motu de l'atoll voisin de la Surprise, le guano accumulé dans le sable de l'île Huon n'a jamais été exploité, expliquant que cet îlot est aujourd'hui le point culminant des récifs d'Entrecasteaux, avec 7 m d'altitude maximale. Seule une petite strate herbacée s'est développée au-dessus du sable.

## Histoire
Lors de la Seconde Guerre mondiale, l'aviso Chevreuil, des Forces navales françaises libres, est envoyé en Nouvelle-Calédonie, par le commandant de la Marine dans le Pacifique, le capitaine de frégate Cabanier, pour des missions de maintien de l'ordre. Commandé par l'enseigne de vaisseau Fourlinnie, il fait un passage de contrôle à Huon entre le 16 et le 21 décembre 1941.

## Biodiversité
L'île Huon est un sanctuaire de ponte pour les tortues vertes entre décembre et mars. De nombreux oiseaux marins y nichent de manière pérenne, dont surtout trois espèces de fous : le fou masqué (Sula dactylatra), le fou brun (Sula leucogaster) et le fou à pieds rouges (Sula sula). C'est un site de nidification pour deux espèces de sternes : la sterne huppée (Thalasseus bergii) ou la sterne fuligineuse (Onychoprion fuscatus).

## Toponymie
Le nom de l'île, comme de l'atoll, est donné par son découvreur, l'amiral Antoine Bruny d'Entrecasteaux, le 1er juillet 1792. Il est inspiré du patronyme du second de ce dernier et commandant de L'Espérance, le capitaine de vaisseau Jean-Michel Huon de Kermadec.